# 보령 선림사 목조관음보살좌상
보령 선림사 목조관음보살좌상(保寧 禪林寺 木造觀音菩薩坐像)은 대한민국 충청남도 보령시 선림사에 있는 조선시대 불상이다. 2011년 7월 20일 충청남도의 유형문화재 제215호로 지정되었다.

## 개요
선림사는 신라 진평왕대 창건된 사찰로 알려져 있으며, 현재 사찰 주불전인 원통전에는 근대에 조성된 석조여래좌상, 조선 후기에 조성된 목조석가여래좌상과 목조관음보살좌상이 불단 위에 모셔져 있다.
목조관음보살은 머리를 앞으로 살짝 숙여 어깨가 움츠린 듯하지만, 둥근 어깨와 허리로 이어지는 선이 균형감이 있고 무릎의 높이가 높고 폭이 넓어 신체비례와 자세에 안정감이 있음. 나무판으로 만든 보관에는 화문, 화염문, 구름장식으로 장식하였으며, 화불이 있을 자리는 비어 있다. 머리에는 높이 솟은 보발과 나무로 만든 보관을 쓰고 있으며, 귀를 감고 어깨 위에서 매듭을 이루다 세 가닥으로 갈라지는 보발의 표현은 섬세하다. 방형의 얼굴은 높지 않지만 반듯한 코를 중심으로 가늘고 긴 눈과 얇은 입술이 조화를 이루어 미소 짓는 보살의 인상을 만들어내고 있으며 목의 삼도는 아래 부분에 표현되어 있다.
등 뒤와 어깨를 감싸며 걸친 천의는 허리를 따라 흘러내려 허리 옆에서 말려 양손을 덮고 밖으로 흘러내려 엉덩이로 들어가게 처리하였다. 드러난 가슴에는 수평으로 이루어진 승각기를 입었으며 그 아래로 군의와 군의를 묶는 띠매듭이 보인다. 띠매듭의 끈은 왼쪽으로 흘러내려 드러난 오른발을 덮고 있다으며 결가부좌한 양쪽 무릎 밑에는 화려하게 장식한 갑대가 표현되어 있다. 오른손에는 정병이 올려져 있고 엄지와 중지를 맞댄 왼손과 엄지와 검지, 중지를 구부린 오른손의 모양새로 보아 원래는 양손이 연화가지를 들고 있었으며 정병은 연꽃 위에 올려져 있거나 연꽃 가지에 매달려있었을 것으로 추정된다.
보살상의 복장에서는 조선 후기에 간행되었던 대자본 묘법연화경과 묘법연화경요해서 8권 그리고 다라니 1장이 발견되었으며 조성 발원문은 남아 있지 않고 근래에 작성한 주서로 쓴 개금 원문이 남아 있다.
선림사 목조관음보살좌상은 조성시기와 불상을 만든 조각승은 정확하게 알 수 없지만 상호와 신체, 자세 등에서 조선 후기의 불상 양식이 잘 나타나고 있는 작품이다. 특히 무릎 밑의 갑대는 조선 후기 보살상에서도 드물게 나타나는 표현으로 17세기부터 18세기에 걸쳐 보이는 특징이다.
선림사 목조관음보살좌상은 조선후기의 시대적 특징이 잘 반영되어 있는 작품으로 시대성과 예술성이 뛰어난 불상이다.

## 같이 보기
- 선림사

## 참고 자료
- 보령 선림사 목조관음보살좌상 - 국가유산청 국가유산포털